# Возвращение Нечаева
«Возвращение Нечаева» (фр. Netchaïev est de retour) — фильм режиссёра Жака Дере. Экранизация романа Хорхе Семпруна «Нечаев вернулся». Премьера состоялась 23 января 1991 года.

## Сюжет
1980-е годы. В Париж приезжает известный террорист Нечаев (Венсан Линдон) который, как все думали, умер пять лет назад. Новость о его возвращении быстро расходится среди его бывших друзей, многие из которых сейчас занимают высокие посты. Нечаев хочет начать новую жизнь законопослушного гражданина. Он предлагает обменять имеющуюся у него информацию о крупном террористическом нападении на собственную свободу. Однако правительство видит в Нечаеве лишь угрозу безопасности и отказывается вступать с ним в переговоры.

## В ролях
- Ив Монтан — Пьер Моруа
- Венсан Линдон — Нечаев
- Миу-Миу — Бригитт
- Патрик Шесне — Марк Лелуа
- Мирей Перрье
- Каролина Роси
- Анджело Инфанти — Жозеф